# Quincy (Illinois)
Quincy [ˈkwɪnsi] ist eine Stadt am Mississippi River und Verwaltungssitz des Adams County im Westen des US-amerikanischen Bundesstaates Illinois. Das U.S. Census Bureau hat bei der Volkszählung 2020 eine Einwohnerzahl von 39.463 ermittelt. Die Stadt ist nach dem ehemaligen Präsidenten John Quincy Adams benannt.

## Geographie
Quincy liegt am Mississippi, der die Grenze zu Missouri bildet. Die Stadt liegt auf 39°55′56″ nördlicher Breite und 91°23′19″ westlicher Länge und erstreckt sich über 37,81 km².
Quincy liegt 180 km nordwestlich von St. Louis, 152 km westlich von Springfield, 176 km südwestlich von Peoria, 190 km südlich von Davenport und 289 km nordöstlich von Kansas City.

## Verkehr
Am östlichen Stadtrand von Quincy verläuft in Nord-Süd-Richtung die Interstate 172. Von Missouri führt der U.S. Highway 24 über die Quincy Bayview Bridge in das Stadtzentrum und trifft dort mit den Illinois State Routes 57, 96 und 104.
In Quincy treffen mehrere Bahnlinien aufeinander, die von verschiedenen Eisenbahngesellschaften (u. a. BNSF Railway, Amtrak) betrieben werden.
Der nächstgelegene Flugplatz ist der 20 km östlich des Stadtzentrums gelegene Quincy Regional Airport.

## Demografische Daten
Nach der Volkszählung im Jahr 2010 lebten in Quincy 40.633 Menschen in 16.938 Haushalten. Die Bevölkerungsdichte betrug 1074,7 Einwohner pro Quadratkilometer.
Ein erheblicher Teil der Bevölkerung stammt von deutschen Einwanderern aus dem Raum Herford ab.
Ethnisch betrachtet setzte sich die Bevölkerung zusammen aus 90,8 Prozent Weißen, 5,4 Prozent Afroamerikanern, 0,2 Prozent amerikanischen Ureinwohnern, 0,9 Prozent Asiaten sowie aus anderen ethnischen Gruppen; 2,2 Prozent stammten von zwei oder mehr Ethnien ab. Unabhängig von der ethnischen Zugehörigkeit waren 1,4 Prozent der Bevölkerung spanischer oder lateinamerikanischer Abstammung.
In den 16.938 Haushalten lebten statistisch je 2,28 Personen.
22,3 Prozent der Bevölkerung waren unter 18 Jahre alt, 59,4 Prozent waren zwischen 18 und 64 und 18,3 Prozent waren 65 Jahre oder älter. 52,1 Prozent der Bevölkerung war weiblich.

Das jährliche Durchschnittseinkommen eines Haushalts lag bei 39.024 USD. Das Prokopfeinkommen betrug 23.736 USD. 16,0 Prozent der Einwohner lebten unterhalb der Armutsgrenze.

## Söhne und Töchter der Stadt
- David Nelson (1793–1844), Geistlicher und Abolitionist, gründete hier 1838 das Mission Institute
- Neysa McMein (1888–1949), Illustratorin
- Mary Astor (1906–1987), Schauspielerin
- Paul Tibbets (1915–2007), Pilot der Luftstreitkräfte, leitete am 6. August 1945 den ersten Abwurf einer Atombombe über bewohntem Gebiet
- John Milton Yinger (1916–2011), Soziologe
- Thomas M. Tarpley (1922–1986), Generalmajor der United States Army
- Bob Havens (* 1930), Jazzmusiker
- Roy Brocksmith (1945–2001), Schauspieler
- Anna K. Behrensmeyer (* 1946), Paläontologin und Paläoökologin
- Michael Payne (* 1963), Basketballspieler
- Caren Kemner (* 1965), Volleyballspielerin
- Tad Hilgenbrink (* 1981), Schauspieler
- Jonathan Van Ness (* 1987), Medienpersönlichkeit

## Partnerstädte
- Herford in Nordrhein-Westfalen
- Jiaxing in der chinesischen Provinz Zhejiang